# 柳家花緑
柳家 花緑（やなぎや かろく、1971年8月2日 - ）は、落語協会所属の落語家。本名∶小林 九。東京都豊島区生まれ。出囃子は「お兼晒し」。
五代目柳家小さんは母方の祖父に当たり、同時に師匠でもある。兄は振付家（元バレエダンサー）小林十市。叔父は六代目柳家小さん。父は画家、俳優、声優、歌手の和田恵秀。血液型A型。Me&Herコーポレーション所属。

## 来歴
幼少の頃は東京の三鷹市に住んでいたが、2歳の頃に両親が離婚。花緑が小学校に上がる年に祖母が亡くなったことで、祖父・5代目柳家小さんの目白の家に母と2歳上の兄と共に転居し4人で暮らし始める。子供時代に祖父、叔父と永谷園のCMで共演している。
1987年2月、祖父五代目柳家小さんに入門、前座名「九太郎」を名乗る。その後5代目小さんは2002年5月16日に他界するまで内弟子をとらなかったため、最後の内弟子となった。4月1日より楽屋入りし、新宿末廣亭で前座として初めて高座に上がった。
1989年9月、18歳で二ツ目となり「小緑」に改名。1994年に戦後最年少となる22歳で真打昇進し、「柳家花緑」に改名。
昇進後は、以前からの念願だった一人暮らしを自由が丘（目黒区）で始める。この頃から、落語家として国立演芸場花形演芸大賞などの賞を受賞するようになる。また、落語のCDを出したり、テレビにも取り上げられるようになり徐々に知名度を上げる。
NHK教育テレビ『にほんごであそぼ』に2006年まで出演、その中で「寿限無」を披露したところ、「寿限無」が子供たちの間で流行した。また、この番組への出演がきっかけとなり、現在では低年齢層を中心とした幅広い落語普及の活動も行っている。
2006年10月3日より2009年3月24日まで、フジテレビ『とくダネ!』のコーナー「温故知人」「新・温故知人」にレギュラー出演。「新・温故知人」2008年5月13日放送分にて祖父5代目柳家小さんが登場している。また、『とくダネ！』番組終了直前の2021年3月22日には十数年ぶりに番組に登場、「温故知人」で竹田圭吾を語った。
落語に限らず幅広いジャンルで活躍する落語家の一人である。祖父小さんを引き継ぎ、須藤石材のイメージキャラクターを務める。
2001年に林家きく姫と同居、婚約。2002年に結婚予定だったが、小さん死去に伴い延期（その後2009年5月に別居・破局している）。その後2010年4月11日に4歳年上の一般人女性と結婚。特技はピアノ。
2017年には発達障害の一種である学習障害（ディスレクシア）であることを公表、自身の著書でも取り上げている他、発達障害関係の講演も行っている。
2019年6月、静岡県御殿場市の富士山のふもとに住居（無印良品「窓の家」）を構え、東京・目白の実家の近所にある賃貸住宅と2拠点での生活を始めたことを2021年に明らかにした。普段は東京で暮らし、休みの日などに静岡県内の住居で過ごしている。
現在（2021年11月）10人の弟子がいるが、住み込みも通いもさせていないとのこと。現在（2021年11月）は古典落語を基礎にしながらも、バレエ作品やシェイクスピア作品を新作落語にアレンジすることにも挑戦している。

## 芸歴
- 1987年3月 - 五代目柳家小さんに入門、前座名「九太郎」を名乗る。
- 1989年9月 - 二ツ目昇進、「小緑」と改名。
- 1994年3月 - 真打昇進、「花緑」と改名。

## 人物

### 子供時代
小学校時代は勉強ができず、夏休みの宿題にいたっては提出できたことがないという（後に読み書きが極端に苦手な識字障害であることが判明）。
落語入門に道筋をつけたのは母で、小さんの娘である母は「子どもが生まれたら一人は落語家にしたいと考えて」いた。兄がバレエ向きの顔（当人は暴れん坊だったと証言）だったのに対して、「弟は間違いなく小さんのDNAを受け継いでいる顔だ」と思ったという。
このため兄はクラシックバレエとピアノ、花緑は三味線や日本舞踊を習わされた。また祖父の柳家小さんが、「柳家錬成道場」と名付けた剣道道場を持っていたことから祖父から剣道も習った。

### 落語家の道へ
9歳の頃に母に言われて落語を始めたが、本人はこの頃将来プロになるつもりはなかった。花緑によると、小さんも当時は花緑を落語家にさせる気はなかったそうで、落語を始める時もただ「やってみろ」と一言言うだけだった。
叔父・6代目柳家小さんに落語を教えてもらい、人前で初めて小噺を披露したのが、日本橋（中央区）の蕎麦屋「藪伊豆」の座敷で、7分ほどの演目だった。将来どうするかを言わないまま何となく落語を教わり続けたため、中学に上がる前に母から「落語家になるのかならないのか」と詰められた。それまで学校では勉強もできず、成功体験が落語しかなかったことから落語家になることを即決。
中学卒業の頃に祖父のもとに正式に入門するが、本人曰く「相撲の“若貴兄弟”みたいに『今日から家族の縁を切る』のような厳しいものではなく、特に生活は変わらなかった」という。

### 若手時代
入門して「九太郎」となるが、祖父から「自分で噺を稽古するのはいいけど、半人前だから落語家としては人前でまだ勝手に喋るな。分からない所は聞きに来い」と言われた。ただし、5代目小さんは当時売れっ子で毎日忙しかったため、祖父からはたまにしか稽古をつけてもらえなかったとのこと。
18歳で二ツ目になるが当時お坊ちゃんで世間知らずな性格だったことに加え、「柳家小さんの孫」ということで兄弟子から遠慮されたのか、楽屋でのルールやしきたりなどを厳しく教えられた記憶がないという。一門での打ち上げでは、花緑が「小さんの孫」と興味を持って話しかけてくる人と話してばかりいたため、周りから「アイツは何も働かない」と言われてしまったという。

### 真打昇進
“5代目柳家小さんの孫”として周りからチヤホヤされていたが、徐々にプレッシャーに変わり特に二ツ目になる頃からプレッシャーの波が押し寄せたという。当時の花緑は視野が狭くて芸の上でも精神的に追い詰められるようになった。21歳の時、身近な落語家から「来年は真打ちに」との話が出るが、本人は「今のままの落語でいいのか」と不安を抱えた。
そんな様子を見かねて声をかけてくれたのが、当時新宿で毎月独演会を開いていた春風亭小朝だった。小朝から高座への出演を誘われると、当日の演目としてそれまでやったことのない派手なものが提案された。それ以降小朝からネタを教わりながら様々なアドバイスを受けて鍛えられ、落語家としての自信がつき22歳での真打昇進へと繋がった。
2002年に祖父・小さんが亡くなったが、明治座の舞台があったため通夜・告別式には出られず、骨上げだけ参加した。高座ではなく、役者として舞台に立ったことが救いだったと話している。

## NHKアラビア語会話
NHKは2004年10月に、テレビ『アラビア語会話』を定番講座としてスタートさせた。花緑は番組の開始当初から生徒として出演。第1シリーズ（2004年10月 - 2005年3月。翌年度は1年間で2度再放送）では卒業試験として“宇宙初”という「アラビア語小噺」を披露した。
講師を務めるエジプト人と日本人のハーフである師岡カリーマ・エルサムニーが歳も近い花緑のことを特に気に入っていたため、第2シリーズ（2006年4月 - 9月。同年10月以降再放送）でも生徒として出演。第1シリーズのゲストだった建築家のラナ・デュベーシは留学を終えたためレバノン共和国に帰国しVTR出演となったが、もう1人のゲストであるアルモーメン・アブドゥーラは番組に残ったため、花緑も戸惑うことなく勉強している。回が進むにつれ、冒頭の挨拶もアラビア語で行うようになった。第2シリーズでは以上の点を踏まえ、「アラビア語真打ち」を目指すという目標が掲げられている。

## 出演
（本文に記載のあるもの以外中心)

### テレビ

#### バラエティ・ドキュメンタリー
- 開運!なんでも鑑定団（テレビ東京）「出張!なんでも鑑定団」の進行役として不定期出演。
- NHKアラビア語会話（NHK Eテレ、2004年10月 - 2005年3月、2006年4月 - 9月、随時再放送） - 生徒
- 知るを楽しむ（NHK Eテレ）「漱石の歩いた東京」（2005年6月）、「歴史に好奇心」（2006年）
- 匠の肖像（テレビ東京、2006年 - 2009年）- ナレーター
- 時代をプロデュースした者たち・手塚治虫（2015年5月　ナビゲーター、手塚役）
- らくごのお時間（毎日放送、2024年6月9日）

#### テレビドラマ
- 月曜ドラマシリーズ 風子のラーメン（2003年、NHK総合） - 正木繁夫 役
- NHK夜の連続ドラマ どんまい! Don’t Mind（2005年、NHK総合） - 並川真太郎 役
- 黒澤明ドラマスペシャル・第二夜「生きる」（2007年、テレビ朝日） - ナレーター
- デカワンコ 第5回「前世は犬だった!?」（2011年、日本テレビ） - 落語家・北風亭太郎 役
- ぬけまいる ～女三人伊勢参り（2018年、NHK総合） - ナレーター

### ラジオ
- ニッポン放送 イヤーエンドスペシャル 柳家花緑 笑ってサヨナラ！プレイバック落語（2011年 - 2019年、ニッポン放送ほか）＊毎年12月31日の放送。

### 舞台
- 『もとの黙阿弥 2005』(2005年8月　新橋演舞場）- 久松菊雄 役
- 『宝塚BOYS』（2007年　ル・テアトル銀座他）、2008年（シアタークリエ他））-　上原金蔵 役
- 『サウンドシアター　HYPNAGOGIA』 （2009年10月、アサヒアートスクエア）原作／演出：藤沢文翁　音楽監督：稲本響　出演：山寺宏一、柳家花緑、東風万智子（真中瞳）、MaL、稲本響
- 『サウンドシアター　HYPNAGOGIA 』（2011年10月、コレド室町）原作／演出：藤沢文翁　音楽：稲本響　出演：山寺宏一、柳家花緑、林原めぐみ、MaL
- ミュージカル『狸御殿』（2016年8月、新橋演舞場） - 語り部、のちに河童のぶく助 役 [13]

### CM
- 須藤石材
- 菊正宗酒造「菊正宗ピン淡麗仕立て」（ - 2006年3月）
- 永谷園「あさげ」（2008年9月 - 2009年8月）祖父小さんとの共演。
- トヨタ自動車【CROWN×Discovery】DISCOVER YOUR CROWN STYLE.（webCM、2024年3月）[14]

### 映画
- ヒナゴン (2005年、渡邊孝好監督） - 西野俊彦 役

### インターネット
- お台場寄席DOUGA（フジテレビ無料動画サイト「見参楽」）

### その他
- 新東名高速道路「NEOPASA浜松」上り線内 ヤマハ 『ミュージック・スポット』- バーチャルピアノ工場見学ナビゲーター(2014年 - 2016年）[15]

## ソフト

### 落語CD
- じゅげむ（2003年、Sony records）
- 快楽亭ブラック・プレゼンツ 山田洋次寄席「目玉」（2005年、HIDEJIROU RECORDS）
- とっておき寄席! 柳家編「厩火事」（2009年、キングレコード）
- 新潮落語倶楽部 3 柳家花緑 「反対車」「紺屋高尾」（2011年、ポニーキャニオン）
- 柳家花緑 1 「七段目」「笠碁」（2008年、GT music)
- 柳家花緑2「祇園祭」「高砂や」(2012年、来福レーベル)
- 柳家花緑3「竹の水仙」「二階ぞめき」(2014年、来福レーベル）
- 柳家花緑4 「ちりとてちん」「蜘蛛駕籠」（2015年、来福レーベル)
- 落語 The Very Best 極一席1000 「笠碁」(2009年、来福レーベル）
- 落語 The Very Best 極一席1000 「二階ぞめき」（2018年、ソニーミュージックダイレクト）

### 落語DVD
- 柳家花緑の落語入門（2009年、GPミュージアムソフト)
- とっておき寄席! 柳家たっぷり二時間半「厩火事」（2009年、角川エンタテインメント)
- NHK-DVD 「超時空二人会」 ～五代目柳家小さん・花緑 狸と孫の物語～（2011年、竹書房)
- 花緑ごのみ 古典落語集 「つる」「野ざらし」「妾馬」（2013年、竹書房)
- 花緑ごのみ 柳家花緑独演会 ラッキーの作り方「青菜」「井戸の茶碗」（2014年、竹書房)

竹書房がAmazonオンデマンドのサービスを利用して発売していた以下のシリーズは、Amazonディスクオンデマンドのサービス停止に伴い、2021年6月4日で販売終了となった。
- 花緑ごのみ 「盃の殿様」「最後の一本」
- 花緑ごのみ vol.36 [注釈 10] 「時そば」「笠碁」「火焔太鼓」「猫の災難」
- 花緑ごのみ vol.37 「あたま山」「佃祭」「目黒のさんま」「二番煎じ」

### 朗読・ナレーション　ほか
- CD 花緑のピアノばなし「じゃじゃ馬ならし」（2001年、Sony records）
- CD 花緑のピアノばなし II「おさよ」-バレエ「ジゼル」より（2001年、Sony records）
- CD「にほんごであそぼ かぞえてナンボ編」（2006年、WARNER MUSIC JAPAN)
- CD「にほんごであそぼ ぴっとんへべへべ」（2005年、WARNER MUSIC JAPAN)
- DVD「にほんごであそぼ さんようかろく北から南から」（2005年、NHKサービスセンター）
- 朗読CD「山田洋次が選ぶ 藤沢周平傑作選「たそがれ清兵衛」」（2004年、新潮社）
- 朗読CD「天切り松　闇がたり　闇の花道」全8巻（2008年、NHKサービスセンター）
- 朗読CD「聞いて楽しむ日本の名作」（ユーキャン）

第1巻「五重塔」第2巻「金色夜叉」第5巻「土」第6巻「羅生門」第10巻「萩原朔太郎『純情小曲集』より」第11巻「機械」第13巻「伊東静雄『わがひとに与ふる哀歌』より」第14巻「種田山頭火『草木塔』より」第15巻「伊東静雄『反響』より」第16巻「金子光晴『女たちへのエレジー』他より」

## 著書
- 『僕が、落語を変える。』新潮社、2001年、ISBN 4104137030／河出文庫、2011年 ISBN 4309410588
- 『日本の伝統芸能はおもしろい（2）柳家花緑の落語』柳家花緑（監修）、小野幸恵（著）、岩崎書店、2002年3月、ISBN 4265055524
- 『柳家花緑と落語へ行こう』旬報社、2002年、ISBN 4845107864
- 『花緑の落語江戸ものがたり―師匠小さんの想い出とたどる』柳家花緑・小野幸恵（著）近代映画社、2003年5月、ISBN 4764819872
- 『旬報社まんぼうシリーズ　東西落語がたり - 柳家花緑思いっきり対談』旬報社、2003年8月、ISBN 9784845108176
- 『Let's knit series 柳家花緑が着る men's knit+ladies' knit』日本ヴォーグ社、2004年9月、ISBN 4529040208
- 『こども伝統芸能シリーズ 落語―柳家花緑 私がご案内します』アリス館、2006年4月、ISBN 475200335X
- 『花緑がナビする大人の落語ことはじめ』柳家花緑（著）、小野幸恵（著）、橘蓮二（撮影）、近代映画社、2006年5月、ISBN 4764820803
- 『落語家はなぜ噺を忘れないのか』角川SSコミュニケーションズ、2008年11月、ISBN 4827550530
- 『15歳の寺子屋 落語が教えてくれること』講談社、2011年3月、ISBN 4062168316
- 『柳家花緑と落語を観よう 新版 日本の伝統芸能はおもしろい』柳家花緑（監修）、小野幸恵（著）、岩崎書店、2015年2月、ISBN 978-4265083732
- 『柳家花緑の同時代ラクゴ集 - ちょいと社会派』藤井青銅（著）柳家花緑（脚色・実演）、ヨシタケシンスケ（イラスト）竹書房、2016年4月 ISBN 978-4801906990
- 『マンガで教養シリーズ やさしい落語』柳家花緑（監修）、柚木原なり（マンガ）、朝日新聞出版、2017年2月、 ISBN 402333135X
- 『花緑の幸せ入門「笑う門には福来たる」のか？ スピリチュアル風味』竹書房新書、2017年8月、ISBN 4801911749
- 『僕が手にいれた発達障害という止まり木』幻冬舎、2020年4月、ISBN 9784344035911
- 『柳家花緑特選まくら集 - 多弁症のおかげです！』竹書房文庫、2020年4月、ISBN 9784801922167

### 共著・参考文献
- 『六顔萬笑-六人の会フォト・インタビュー集』六人の会（著）、橘蓮二（撮影）、小野幸恵（構成）、近代映画社、2004年2月、ISBN 978-4764820043
- 『和を継ぐものたち』小松成美（著）、小学館、2006年9月 ISBN 4093876770／小学館文庫、2010年10月、ISBN 4094085572
- 『落語三昧！- 古典落語／名作・名演 トリヴィア集』柳亭市馬・瀧川鯉昇・柳家花緑・古今亭菊之丞・三遊亭兼好・古今亭文菊（著）、竹書房、2015年12月、ISBN 4801905706
- 『古典落語 知っているようで知らない噺のツボ』柳家花緑・桃月庵白酒・三遊亭兼好・十郎ザエモン（著）、竹書房、2016年3月 ISBN 4801906443
- 『僕らの落語 本音を語る! 噺家×噺家の対談集』広瀬和生（著）淡交新書、2016年10月、ISBN 447304128X
- 『あなたがピアノを続けるべき11の理由』飯田有抄（構成・解説）、全日本ピアノ指導者協会（協力）、ヤマハミュージックメディア、2011年9月、ISBN 4636867637
- 『ハッピー出もどり - 小さんの娘』小林喜美子（著）、ぴあ、2005年3月、ISBN 4835615174
- 『赤めだか』立川談春（著）、扶桑社、2008年11月、ISBN 978-4594056155 p270-p272
- 『もじをよむのが にがてなんです』 柳家花緑 語り、姫田 真武 絵、NHK「ふつうってなんだろう?」制作班 編集、ほるぷ出版、2020年12月 ISBN　978-4593102433

## 一門弟子

### 真打
- 台所おさん
- 柳家勧之助
- 柳家緑也
- 柳家花いち
- 柳家花ごめ
- 柳家緑太
- 柳家花飛
- 柳家吉緑

### 二ツ目
- 柳家圭花
- 柳家緑助

### 色物
- 柳貴家雪之介（太神楽曲芸）[注釈 11]

### 廃業
- 柳家初花 - 2013年12月廃業
- 柳家まる緑